# الضو قدم الخير
عبد الرازق عبد العزيز الضَّوْ قدم الخير لاعب ومدرب كرة قدم سوداني دولي سابق.
لعب سابقاً كمدافع لأندية المستقبل  وشمبات والمريخ والتاكا بالإضافة إلى منتخب السودان لكرة القدم. كما عمل في منصب المدرب العام لنادي المريخ. وهو الذي تسبب في إصابة اللاعب السوداني والي الدين محمد عبدالله

## الإنجازات

### مع المريخ
- الدوري السوداني الممتاز (5): 1997، 2000، 2001، 2002.
- كأس السودان (3): 1996، 2001.

## الحياة الشخصية
اسمه الحقيقي عبد الرازق، والضو لقبه في الملاعب. وهو متزوج وأب لثلاث بنات وولد.

## وصلات خارجية
- الضو قدم الخير على موقع National Football Teams